# Terry McLean
Terence Power McLean (Whanganui, 15 de julio de 1913 – Auckland, 11 de julio de 2004) fue un periodista y escritor deportivo neozelandés, experto en rugby.
Es considerado el periodista más laborioso sobre rugby del hemisferio sur, durante el siglo XX. Desde 2013 es miembro del World Rugby Salón de la Fama.

## Biografía
Provenía de una familia de rugby, donde sus hermanos, padre y todos sus tíos fueron rugbistas aficionados; siendo el más destacado Hubert McLean, que fue un All Black en los años 1930.
Se educó en la Escuela secundaria de Nueva Plymouth. En 1940 se casó con Margaret Coyle, tuvieron un hijo y dos hijas. Sirvió en la Segunda Guerra Mundial.
En 1978 recibió la Orden del Imperio Británico y en 1997 fue nombrado Caballero de la Orden del Mérito de Nueva Zelanda, ambas por su servicio al periodismo [deportivo].

## Carrera
Inició como periodista en el Auckland Sun en 1930, posteriormente trabajó en Hastings Tribune, New Zealand Observer, Taranaki Daily News y The Evening Post de Wellington. Después de la guerra, en 1946, se unió a The New Zealand Herald.
En sus años, acompañó a la mayoría de los All Blacks en sus giras por África austral, Europa y Australia; escribiendo y comentando sus pruebas. Durante las visitas de los Leones Británicos e Irlandeses y otras selecciones a Nueva Zelanda, McLean siempre era consultado por los periodistas extranjeros.
Se retiró como periodista en 1978 y siguió como escritor, legando las crónicas más desarrolladas de la historia de los All Blacks durante el siglo XX y treinta y dos libros sobre la jugabilidad del rugby.

## Legado
En 2001 recibió por World Rugby, en reconocimiento a su aporte para el desarrollo del rugby, el Trofeo Vernon Pugh; y en 2007 fue incluido al, ahora discontinuado, Salón de la Fama del Rugby.
McLean es junto al británico Bill McLaren, los periodistas que más contribuyeron a la historia del rugby durante el siglo XX.